# Utah Army National Guard
La Utah Army National Guard è una componente della Riserva militare della Utah National Guard, inquadrata sotto la U.S. National Guard. Il suo quartier generale è situato presso la città di Draper.

## Organizzazione
Attualmente, al 2024, sono attivi i seguenti reparti :

### Joint Forces Headquarters
- JFHQ, Army Element
- Medical Command - Bluffdale
- Utah Training Center - Camp Williams
- Recruiting & Retention Battalion
- 4th Infantry Division Main Command Post - Operational Detachment - Bluffdale
- 85th Civil Support Team (WMD) - Salt Lake City

### 97th Troop Command
- Headquarters & Headquarters Company - Draper
- 23th Army Band - West Jordan
- 115th Maintenance Company - Draper
- 128th Mobile Public Affairs Detachment - Draper
- 144th Area Support Medical Company - Bluffdale
- 653rd Trial Defense Team
- 1993rd Contingency Contracting Team - Draper
- Detachment 3, 174th Cyber Protection Team

### 65th Field Artillery Brigade
- Headquarters & Headquarters Battery - Bluffdale
- 340th Brigade Support Battalion - California Army National Guard
- 1st Battalion, 145th Field Artillery Regiment (PALADIN)
  -  Headquarters & Headquarters Battery - Bluffdale
  -  Battery A (-) - Logan
    - Detachment 1 - Brigham City

  -  Battery B - Manti
  -  Battery C - Spanish Fork
  -  214th Forward Support Company - Tooele
- 2nd Battalion, 222nd Field Artillery Regiment (PALADIN)
  -  Headquarters & Headquarters Battery - Cedar City
  -  Battery A - Richfield
  -  Battery B - St.George
  -  Battery C (-) - Beaver
    - Detachment 1 - Fillmore

  -  213th Forward Support Company - St.George
- 190th Signal Company - Bluffdale
- 5th Battalion, 113rd Field Artillery Regiment (HIMARS) - North Carolina Army National Guard

### 19th Special Forces Group
- Headquarters & Headquarters Company - Bluffdale
- 1st Battalion
  - Headquarters & Headquarters Detachment - Lehi
  - Company A - Washington Army National Guard
  -  Company B - Bluffdale
  - Company C - Texas Army National Guard
  -  Company D (Support) - Bluffdale
  -  Company E (Forward Support) - Lehi
- 2nd Battalion, West Virginia Army National Guard
- 5th Battalion, Colorado Army National Guard
- Group Support Battalion
  -  Headquarters & Headquarters Company - Ogden
  -  Company A - Ogden
  -  Company B - Ogden
  -  Company C - Bluffdale
- Group Special Troops Company (-) - Bluffdale
  - Detachment 1 - Washington Army National Guard
  - Detachment 3 - Wendover
- HHD/1/19th Special Forces Group Augmentation Operations Detachment
- A/1/19th Special Forces Group Augmentation Operations Detachment
- 190th Chemical Reconnaissance Detachment, Montana Army National Guard

### 97th Aviation Troop Command
- Headquarters & Headquarters Company - West Jordan
- Aviation Support Facility #1- South Valley Regional Airport, West Jordan
- 1st Battalion, 211th Aviation Regiment (Attack & Reconnaissance) - Sotto il controllo operativo della Combat Aviation Brigade, 40th Infantry Division
  -  Headquarters & Headquarters Company - West Jordan
  -  Company A - West Jordan - Equipaggiata con 6 AH-64D 
  -  Company B - West Jordan - Equipaggiata con 6 AH-64D 
  -  Company C - West Jordan - Equipaggiata con 6 AH-64D 
  -  Company D (AVUM) - West Jordan
  -  Company E (Forward Support) - West Jordan
- 2nd Battalion, 211th Aviation Regiment (General Support) - Sotto il controllo operativo della Combat Aviation Brigade, 35th Infantry Division
  -  Headquarters & Headquarters Company (-) - West Jordan
  -  Company A (CAC) - West Jordan - Equipaggiata con 8 UH-60L 
  - Company B (-) (Heavy Lift) - Hawaii Army National Guard
  - Company C (-) (MEDEVAC) - Minnesota Army National Guard
  -  Company D (-) (AVUM) - West Jordan
  -  Company E (-) (Forward Support) - West Jordan
  - Company F (ATS) - Arkansas Army National Guard
  - Company G (-) (MEDEVAC) - Wyoming Army National Guard
    - Detachment 1 - West Jordan - Equipaggiato con 4 HH-60L
- Detachment 2, Company B, 1st Battalion, 112th Aviation Regiment (Security & Support) - West Jordan - Equipaggiato con 4 UH-72A
- Detachment 4, Company C, 2nd Battalion, 641st Aviation Regiment (Fixed Wings) - Salt Lake City - Equipaggiato con 1 C-12U
- Detachment 50, Operational Support Command

### 204th Maneuver Enhancement Brigade
- Headquarters & Headquarters Company - Bluffdale
- 217th Signal Company - Bluffdale
- 115th Engineer Facilities Detachment - Bluffdale
- 1457th Engineer Battalion
  -  Headquarters & Headquarters Company - American Forks
  -  Forward Support Company - American Fork
  -  116th Engineer Company (-) (Horizontal Construction) - Spanish Fork
    - Detachment 1 - Mount Pleasant

  -  624th Engineer Company (-) (Vertical Construction) - Price
    - Detachment 1 - Price
    - Detachment 2 - Vernal

  -  118th Engineer Company (-) (Sapper)
    - Detachment 1 - Blanding
- 625th Military Police Battalion
  - Headquarters & Headquarters Detachment - Springville
  -  420th Military Police Company - Salt Lake City
  -  118th Transportation Company (-) (Medium Truck Cargo) - Spanish Forks
    - Detachment 1

### 300th Military Intelligence Brigade (Linguist)
- Headquarters & Headquarters Company - Draper
- 141st Military Intelligence Battalion
  -  Headquarters & Headquarters Company - Orem
  -  Company A - St.George
  -  Company B - Orem
  - IC Detachment - Orem
  -  Company D - Orem
  -  Company E - Draper
- 142nd Military Intelligence Battalion
  -  Headquarters & Headquarters Company - Salt Lake City
  -  Company A - Draper
  -  Company B - Logan
  - IC Detachment - Salt Lake City
  -  Company D - Ogden
  -  Company E - Draper
- Detachment 2, HHB, 101st Airborne Division
- 223rd Military Intelligence Battalion (Linguist) - California Army National Guard
- 260th Military Intelligence Battalion (Linguist) - Florida Army National Guard
- 341st Military Intelligence Battalion (Linguist) - Washington Army National Guard